# V-11
La V-11 es la autovía de acceso al Aeropuerto de Valencia, pertenece a la Red estatal de carreteras de España que es competencia del Ministerio de Fomento.
En los próximos años está previsto su ampliación con el desdoblamiento de la N-220 hasta la V-30 y también la mejora del cruce vial del aeropuerto y la entrada a Manises.

## Historia
La V-11 es el desdoblamiento de la carretera N-220 en el tramo de 2 km que va desde el enlace con la A-3 y el Aeropuerto de Valencia.

## Recorrido
Inicia su recorrido en el enlace con la A-3 junto a Cuart de Poblet. Se dirige en dirección al aeropuerto bordeando tanto Cuart de Poblet como Manises. Finaliza su recorrido en el nudo de enlace con la N-220, que se dirige a la V-30 bordeando Manises y que después sigue en la CV-365 que se dirige a Paterna, y con la CV-370 que une Manises con Ribarroja del Turia. Pasa por arriba de las vías de MetroValencia que se dirigen a la parada de Aeropuerto (antiguas vías de RENFE que se dirigían a Ribarroja del Turia y Villamarchante.
| Elemento | Carriles | Salida | Sentido A-3 (descendente)       | Sentido Aeropuerto (ascendente)        | Carriles | Carretera   | Notas              |
| -------- | -------- | ------ | ------------------------------- | -------------------------------------- | -------- | ----------- | ------------------ |
|          |          | 0      | Valencia Madrid Zona industrial |                                        |          | A-3 E-901   |                    |
|          |          | 1      |                                 | Manises Zona Industrial                |          |             | Sentido Aeropuerto |
|          |          | 2      |                                 | Manises Aeropuerto Ribarroja del Turia |          | N-220 CV-37 |                    |